# Бабынино (Шатурский район)
Бабы́нино — деревня в Шатурском муниципальном районе Московской области. Входит в состав Дмитровского сельского поселения. Население — 9 чел. (2013).

## Расположение
Деревня Бабынино расположена в юго-западной части Шатурского района, расстояние до МКАД порядка 141 км. Высота над уровнем моря 139 м.

## Название
В письменных источниках деревня упоминается как Бабынинская, позднее Бабынино.
Название связано с некалендарным личным именем Бабыня.

## История
Впервые упоминается в писцовой Владимирской книге В. Кропоткина 1637—1648 гг. как деревня Бабынинская.  Во второй половине XVII — первой половине XVIII веков деревня входила в Колушскую кромину волости Муромское сельцо Владимирского уезда Замосковного края Московского царства. Деревня принадлежала Алексею Богдановичу Мусину.
Последней владелицей деревни перед отменой крепостного права была Юлия Николаевна Коросовская-Дашкевич.
После отмены крепостного права деревня вошла в состав Середниковской волости.
После Октябрьской революции 1917 года был образован Бабынинский сельсовет в составе Середниковской волости Егорьевского уезда Рязанской губернии. В сельсовет входила только одна деревня Бабынино.
В ходе реформы административно-территориального деления СССР в 1929 году Бабынинский сельсовет вошёл в состав Дмитровского района Орехово-Зуевского округа Московской области. В 1930 году округа были упразднены, а Дмитровский район переименован в Коробовский.
В 1936 году Бабынинский сельсовет был упразднён, деревня Бабынино передана Середниковскому сельсовету.

## Население
| 1858 | 1859 | 1868 | 1885 | 1905 | 1926 |
| ---- | ---- | ---- | ---- | ---- | ---- |
| 404  | ↗413 | ↘390 | ↗530 | ↗580 | ↘481 |
| 1970 | 1993 | 2002 | 2006 | 2010 | 2011 |
| ↘85  | ↘12  | ↗17  | ↘7   | ↗19  | ↘10  |
| 2013 |      |      |      |      |      |
| ↘9   |      |      |      |      |      |

## Галерея
- Дорожный указатель на деревню
- Бабынино
- Общественный колодец
- Таксофон в деревне
- Поле в деревне
- Пруд